# 殺人魚フライングキラー
『殺人魚フライングキラー』（さつじんぎょフライングキラー、原題：Piranha II: Flying Killers、アメリカ版：Piranha II: The Spawning、イタリア版：Piranha paura）は、アメリカ、イタリア、オランダの合作によるホラー映画である。元日活女優の筑波久子がチャコ・ヴァン・リューウェン名義でプロデュースし、監督は本作がデビューのジェームズ・キャメロンが務めている。

## 概要
空中を跳び人を襲う殺人魚の恐怖を描く。低予算ながらもヒットを記録した『ピラニア』の続編にあたり、本作も低予算で製作されたいわゆるB級映画である。
続編と銘打ってはいるものの、前作から続投している俳優は1人も出演しておらず、殺人魚の設定以外はほぼ繋がりのない独立した内容となっている。水中撮影のほとんどはグランドケイマン沖でなされ、室内シーンはローマの防音スタジオを使って撮影された。ロケーション撮影はジャマイカにあるマラードビーチ・ハイアットホテルで主に行われている。
『ターミネーター』や『タイタニック』『アバター』などで著名なジェームズ・キャメロンの初監督作品である。しかし、撮影中は様々なトラブルを抱え、途中解雇の憂き目にも遭っていることから、キャメロン自身はデビュー作と見なされることに不満を抱いている。
当時無名だったキャメロンを監督に抜擢したのは、チャコ・ヴァン・リューウェン（英: Chako van Leeuwen）こと筑波久子である。筑波は、前作の『ピラニア』では頼りない印象だったジョー・ダンテと比べ、キャメロンについては「彼は堂々としてましたね、最初から現場に溶け込んでました。自信家だったんでしょう。声も大きかったですよ」と語っている。

## ストーリー
カリブ海に浮かぶ島のリゾート地にて、観光客やダイバーが惨殺される怪事件が発生する。被害者が増す中、生物海洋学の知識を持つダイビング講師のアンは、ベトナム戦争時に軍が極秘裏に研究開発した、"陸で産卵するグルニオンとトビウオ　ピラニアをかけあわせた生物兵器"フライングキラーが原因だと突き止める。
アンはリゾートホテルの支配人ラウルに警告するも、ラウルはこれを無視し毎年恒例の観光イベントを強行、フライングキラーの群れはイベントに集まった人々を襲撃する。
アンは、フライングキラーで息子を失った漁師が持っていた"密漁用のダイナマイト"を使い、棲家となっている沈没船の破壊を決意する。同じ頃、アンと別居中の夫で沿岸警備隊員のスティーブは、フライングキラーの棲家近くに息子がヨットで遊びに出たと知り、救助すべくヘリコプターで急行する。

## キャスト
| 役名                 | 俳優                         | 日本語吹替                         | 日本語吹替                    |
| 役名                 | 俳優                         | 日本テレビ版                       | テレビ朝日版                  |
| -------------------- | ---------------------------- | ---------------------------------- | ----------------------------- |
| アン                 | トリシア・オニール           | 宗形智子                           | 田島令子                      |
| スティーヴ           | ランス・ヘンリクセン         | 青野武                             | 野沢那智                      |
| タイラー             | スティーヴ・マラチャック     | 安原義人                           | 田中秀幸                      |
| クリス               | リッキー・ポール・ゴルディン | 塩屋翼                             | 菊池英博                      |
| ラウル               | テッド・リチャート           | 矢田耕司                           | 羽佐間道夫                    |
| アリソン             | レスリー・グレーヴス         | 鵜飼るみ子                         | 折笠愛                        |
| ウィルソン夫人       | アン・ポラック               | 沢田敏子                           | 吉田理保子                    |
| ギャピー             | アンシル・グロードン         | 飯塚昭三                           | 筈見純                        |
| ベル                 | アルバート・サンダース       | 納谷六朗                           | 田中亮一                      |
| ベノッチ             | フィル・コルビー             | 嶋俊介                             | 田原アルノ                    |
| マル                 | アーニー・ロス               | 池田勝                             | 池水通洋                      |
| 日本語版制作スタッフ |                              |                                    |                               |
| 演出                 | 演出                         | 伊達康将                           | 福永莞爾                      |
| 翻訳                 | 翻訳                         | 岩佐幸子                           | 徐賀世子                      |
| 調整                 | 調整                         | 切金潤                             |                               |
| 制作                 | 制作                         | 東北新社                           | ニュージャパンフィルム        |
| 初回放送             | 初回放送                     | 1985年2月13日 『水曜ロードショー』 | 1990年7月8日 『日曜洋画劇場』 |

## スタッフ
- 監督 - ジェームズ・キャメロン
- 製作 - チャコ・ヴァン・リューウェン、ジェフ・シェクトマン
- 製作総指揮 - オヴィディオ・G・アソニティス
- 脚本 - H・A・ミルトン（オヴィディオ・G・アソニティス、ジェームズ・キャメロン、チャールズ・H・イグリー）
- 撮影 - ロベルト・デットーレ・ピアッツォーリ
- 美術 - ビンチェンツォ・メデューサ、ステファノ・パルトリニエリ、フランコ・バノリオ
- 編集 - ロベルト・シルビ
- 音楽 - ステルヴィオ・チプリアーニ
- 提供 - ブラウワースグラクトインベストメント、チャコフィルムカンパニー
- 日本語字幕 - 野中重雄[5]

## 製作
前作の制作と配給に関わったニューワールド・ピクチャーズは、新たな"水中ホラー"映画『モンスター・パニック』の制作に注力していたため、プロデューサーらは改めて新会社を設立することで本作の制作が進められた。
元々の脚本は、ニューワールド・ピクチャーズのプロデューサー、マーティン・B・コーエンの企画を基に、チャールズ・H・イグリーとチャニング・ギブソンよって練られた。前作からケヴィン・マッカーシーとバーバラ・スティールを続投させ、それに沿った内容であったが、2人の出演が叶わなかったため、その内容は大幅に改変された。
前作で監督を務めたジョー・ダンテは新作（『ハウリング』）に取り掛かっていたため、ダンテの同僚であるミラー・ドレイクが監督の有力候補となり、製作総指揮には、B級ホラーで定評のあったイタリアの映画プロデューサー、オヴィディオ・G・アソニティスに決まった。しかし、撮影開始前にアソニティスがドレイクを解雇したため、特殊効果を担当するはずだったジェームズ・キャメロンに白羽の矢が立ち、図らずも監督デビューを果たすこととなった。予算の関係からスタッフの殆どはイタリア人で構成され、英語を話せる者は一人もいない状況の中、撮影は開始された。
作品内容を巡ってアソニティスとキャメロンの意見は対立を重ねた。スケジュールと予算は逼迫しており、ジャマイカでのロケ撮影では衣装も用意出来ず、役者に自前の服を持参させていたという。また、ピラニアの撮影用模型が粗悪なため徹夜で作り直すなど、環境に恵まれない中での撮影が続いた。結局2週間半経った頃にキャメロンはアソニティスから解雇を告げられ、その後はアソニティスが監督を引き継ぐことで撮影は終了した。
後に完成した作品を見たキャメロンは、その内容に失望し、クレジットを外してもらうべく直談判するため自腹でローマに向かった。しかし、アメリカ市場に納品するにはアメリカ人の名前が必要だとして要望はあえなく却下され、弁護士も雇えなかったことから為す術がなかったという。後年、キャメロンは本作をデビュー作とは思っていないと語り、さらには「史上最高の空飛ぶ殺人魚ホラー&コメディ」と自嘲気味に語っている。

## 映像ソフト

### DVD
- 『殺人魚フライングキラー』
  - 規格品番：OPL-10137
  - 発売日：2009年6月3日
  - 発売元：株式会社ソニー・ピクチャーズ エンタテインメント
  - 販売元：株式会社ソニー・ピクチャーズ エンタテインメント

- 『殺人魚フライングキラー』
  - 規格品番：HPBS-10137
  - 発売日：2015年9月2日
  - 発売元：株式会社ソニー・ピクチャーズ エンタテインメント
  - 販売元：株式会社ハピネット

### Blu-Ray
- ホラー・マニアックスシリーズ 第12期 第2弾『殺人魚フライングキラー』（日本語吹替音声収録2Kレストア版）[7][8]
  - 規格品番：BBXF-2132
  - 発売日：2020年8月5日
  - 発売元：株式会社ニューライン
  - 販売元：株式会社ハピネット
  - 2種類（日本テレビ版とテレビ朝日版）の日本語吹替を収録。